# Xanthorhoe argenteolineata
Xanthorhoe argenteolineata är en fjärilsart som beskrevs av Aurivillius 1910. Xanthorhoe argenteolineata ingår i släktet Xanthorhoe och familjen mätare. Inga underarter finns listade i Catalogue of Life.